# Le roman d'un jeune homme pauvre (película de 1936)
Le roman d'un jeune homme pauvre es una película en blanco y negro francesa dirigida por Abel Gance según su propio guion sobre la novela Le Roman d'un jeune homme pauvre de Octave Feuillet que se estrenó el 21 de febrero de 1936 y que tuvo como protagonistas a Pierre Fresnay y Marie Bell.

## Sinopsis
Un joven marqués al caer en la ruina económica se emplea bajo un nombre falso como administrador de un propietario rural y se inicia un romance con la hija de éste.

## Reparto
- Pierre Fresnay	... 	Maxime Hauterive de Champcey
- Marie Bell	... 	Marguerite
- Marcelle Praince	... 	Sra. Laroque
- Gaston Dubosc	... 	Alain, el antiguo sirviente
- Jean Fleur	... 	Florimond
- Pauline Carton	... 	Srta., la pariente pobre
- Marthe Mellot	... 	Sra. De Porhoët
- Marcel Delaître	... 	Laroque
- André Marnay	... 	El notario
- Josyane Lane	... 	Un amigo
- Suzanne Laydeker	... 	Srta. Helouin
- Saturnin Fabre	... 	Bévellan
- André Baugé	... 	El pastor
- Madame Désir	... 	La portera
- Made Siamé	... 	La directora
- Robert Bossis

## Otras versiones fílmicas
Otras películas basadas en La novela de un joven pobre fueron:
- Le roman d'un jeune homme pauvre, película francesa dirigida en 1927 por Gaston Ravel.
- La novela de un joven pobre, película argentina dirigida en 1942 por Luis Bayón Herrera.
- La novela de un joven pobre, película argentina dirigida en 1968 por Enrique Cahen Salaberry.